# Cascina Merlata
Cascina Merlata è un edificio del Seicento ristrutturato in occasione di Expo 2015. Oggi è sede di numerose attività di ristorazione e servizio. La Cascina è la piazza di ingresso e dà il nome al nuovo quartiere   residenziale di Milano “Cascina Merlata-MIND”, a sud del sito espositivo di Expo 2015, oggi MIND. Il quartiere fa parte del Municipio 8 di Milano e del   NIL n. 73 "MIND - Cascina Triulza. 
Confina con i quartieri di Milano Gallaratese e Musocco, nonché con il comune di Pero. Nel quartiere un tempo erano presenti l'antico Bosco della Merlata e una rete di fontanili, oggi ricordata dal canale di oltre 1 km presente nel grande parco locale (300.000mq). 

## Caratteristiche
L'area interessata si estende su una superficie di circa 900000 m² sulla quale è prevista la realizzazione di un grande parco urbano di 300000 m², un plesso scolastico di 12000 m², un centro commerciale di 60000 m², oltre alle abitazioni suddivise in più lotti (52500 m² di housing sociale; 127000 m² convenzionata;  143500 m² edilizia libera).

### Villaggio Expo
Il Villaggio Expo, progettato da EuroMilano SpA nell'ambito del piano di riqualificazione dell’area di Cascina Merlata, è composto da 7 torri residenziali progettate dagli architetti Cino Zucchi, C+S Associati, MCA di Mario Cucinella Architects, Teknoarch, B22 e Pura. I lavori, iniziati a giugno 2013, si sono conclusi a marzo 2015. Essi sono stati destinati, durante Expo 2015, all'accoglienza dei rappresentanti delle delegazioni internazionali e degli staff dei Paesi partecipanti all'Esposizione Universale. Al termine dell’Esposizione Universale, da luglio 2016, accanto alle prime 7 torri destinate al Villaggio Expo, saranno realizzati altri 4 edifici con 293 alloggi. 
A opera conclusa sarà il più grande insediamento di edilizia sociale in Italia con un totale di 690 alloggi e il primo quartiere interamente ad emissioni zero.

### UpTown Milano
Uno degli interventi più rilevanti del distretto è costituito da un primo lotto di 130 appartamenti attualmente abitato, un secondo lotto in costruzione di circa 300 alloggi, ed i successivi in fase di progettazione.

### Città Contemporanea
Un altro intervento cardine della prima urbanizzazione di Cascina Merlata è costituito da 3 lotti, che aggiungono agli insediamenti del distretto un totale di 357 appartamenti. Autore del progetto è lo studio Antonio Citterio Patricia Viel (APCV) di Milano.
Le tre torri, posizionate in ordine di altezza, rappresentano uno degli interventi più caratterizzanti l'evoluzione architettonica legata all'edilizia residenziale nella città di Milano.
Ciascuna torre riprende in chiave contemporanea i tratti architettonici della Milano dell'epoca moderna e dell'edilizia residenziale nord europea, mescolando linee razionaliste degli edifici di via Vittor Pisani e del Pirellone a linee presenti negli edifici di nuova concezione presenti nelle capitali scandinave. 
La prima torre del lotto 1.0 ripropone alcune delle linee architettoniche dell'edificio Pirelli (detto anche Pirellone) situato in Piazza della Repubblica.
La terza torre del lotto 3.0 comprenderà 24 piani per un totale di 90 metri di altezza, la sua realizzazione è prevista per il 2023.

## Infrastrutture e collegamenti
Cascina Merlata-MIND si colloca nella zona nord-ovest di Milano, al confine con i quartieri Gallaratese e Musocco e con i comuni di Pero e Rho. Il quartiere è raggiungibile con la metropolitana dalle stazioni Molino Dorino e San Leonardo della linea M1 ed è servito dalle autostrade A4 e A8. È inoltre collegato a fiera milano (Cerchiate) attraverso un ponte pedonale e da settembre 2017 il quartiere è attraversato dalla linea 35, che collega la stazione Affori FN alla fermata Molino Dorino della linea M1 della metropolitana.
Il quartiere presenta al suo interno due stazioni del servizio di bike-sharing comunale BikeMi: Cascina Merlata - UpTown e Cascina Merlata - Social Village.